# レイバーデイ (小説)
『レイバーデイ』（Labor Day）は、2009年にアメリカ合衆国のジョイス・メイナードが発表した教養小説である。

## 評価
『ワシントン・ポスト』は「説得力があり痛烈な自己形成物語にこの不吉な設定をすることはメイナードの能力を証明している」と評した。『ニューヨーク・タイムズ』誌上で作家のジョディ・ピコーは「『レイバーデイ』によりジョイス・メイナードは一流となった。絶対にあなたは見逃せない」と賞賛した。

## 映画化
2009年末、映画監督のジェイソン・ライトマンが『レイバーデイ』の脚本を執筆中であることが報じられた。2011年6月16日、ケイト・ウィンスレットとジョシュ・ブローリンがアデルとフランク役を務めることが報じられた。パラマウント映画とインディアン・ペイントブラシが共同製作し、パラマウントが配給する。撮影は2012年6月13日よりマサチューセッツ州で開始された。